# Kidwelly Castle
Kidwelly Castle (Welsh: 'Castell Cydweli') is een Anglo-Normandisch kasteel dat uitziet over de rivier de Gwendraeth en het dorpje Kidwelly in Carmarthenshire, Wales.
De huidige overblijfselen dateren uit 1200-1476. Gebouwd als een verdediging tegen de Welsh viel het in de 12e en begin 13e eeuw ten prooi aan Welshe troepen, waaronder een enkele verovering door Rhys ap Gruffydd in 1159. Hij stak het kasteel in brand. In 1190 liet hij het herbouwen. In 1201 kregen de Normandiërs het kasteel in handen.
In 1403 veroverde Owain Glyndŵr het stadje Kidwelly, maar na een belegering van 3 weken werd het kasteel ontzet door de Engelsen.
Het poorthuis was ernstig beschadigd en werd in opdracht van Hendrik V herbouwd.

## Trivia
Kidwelly was een filmlocatie in de film 'Monty Python and the Holy Grail'. Tijdens de eerste scène is het kasteel zichtbaar als de eindbestemming van Koning Arthur en Patsy. In latere close-upbeelden wordt echter Doune Castle in Schotland gebruikt.